# معركة طرابلس (1983)
كانت معركة طرابلس معركة كبرى في منتصف الحرب الأهلية اللبنانية في أواخر عام 1983. وحدث ذلك في مدينة طرابلس الساحلية الشمالية، بين الفصائل الفلسطينية الموالية لسوريا و‌منظمة التحرير الفلسطينية التي يتزعمها ياسر عرفات. وأدى ذلك إلى انسحاب منظمة التحرير الفلسطينية وإلى حد كبير إلى إنهاء مشاركتها في الحرب.

## خلفية
تدخلت سوريا في الحرب الأهلية اللبنانية و‌احتلت البلاد منذ عام 1976. ويحظى السوريون بدعم مختلف الحلفاء المحليين والفصائل التي تعمل بالوكالة، وكثير منهم فلسطينيون. غزت إسرائيل لبنان وطردت مختلف الجماعات الفلسطينية المسلحة من البلاد. وعلى الرغم من أن الإسرائيليين لم يتمكنوا من طرد معظم الفصائل الراديكالية، فإن منظمة التحرير الفلسطينية أضعفتها الغارات بشدة واضطرت إلى الانسحاب. هربت المجموعة إلى مختلف الدول العربية، التي حاولت حكوماتها السيطرة عليها، على الرغم من معارضة عرفات لهذا التطور. على وجه الخصوص، سعت سوريا بقيادة الرئيس حافظ الأسد إلى كسب نفوذ أكبر من خلال دعم المنشقين عن منظمة التحرير الفلسطينية. بحلول نهاية عام 1982، أصبح موقف عرفات من إسرائيل أكثر تواضعا، مع الحفاظ على بعده عن سوريا. وعلاوة على ذلك، فإن استراتيجيته فيما يتعلق بالصراع الإسرائيلي - الفلسطيني تخضع لتدقيق متزايد. كما اتهمه منتقديه بعدم معارضة «الأنظمة الرجعية العربية» بشكل صحيح، بما في ذلك الحكومة اللبنانية. وقد ساهم ذلك في النزاعات داخل منظمة التحرير الفلسطينية، حيث عارضت عدة فصائل مواقف عرفات. بدأ المنشقون في التنظيم تحت قيادة سعيد مراغة (المعروف باسم «أبو موسى»)، وأبو خالد العملة، وغيرهم ممن تمكنوا من كسب دعم الأسد.
في الأشهر التالية، بدأت العديد من كتائب منظمة التحرير الفلسطينية في شمال لبنان في دعم سعيد مراغة، ورد عرفات بطرده هو وغيره من المنتقدين من المناصب القيادية. بدلاً من حل الأزمة، عمقت هذه الخطوة الخلافات وقسمت منظمة التحرير الفلسطينية فعليًا إلى عناصر تدعم عرفات وعناصر تعارض عرفات. وحاول قادة آخرون في منظمة التحرير الفلسطينية، مثل |خليل الوزير، التوسط في النزاع، ولكن دون جدوى. وعاد عرفات إلى لبنان في مايو 1983 في مواجهة اضطراب متزايد في صفوف المغاورين الفلسطينيين في لبنان، بنية مواجهة التمرد الذي يقوده موسى عوض («أبو أكرم») الذي ترعاه الجبهة الشعبية لتحرير فلسطين - القيادة العامة المدعومة من ليبيا. رأى الأسد أن عودة عرفات تمثل تحديًا شخصيًا، خاصة وأن قادة منظمة التحرير الفلسطينية اتهموا سوريا بدعم القيادة العامة للجبهة الشعبية، مما أدى إلى تفاقم التوترات.
وفي الوقت نفسه، اتحد العديد من المنشقين الآخرين تحت قيادة سعيد مراغة، وفي النهاية شكلوا فتح الانتفاضة. اعتقد عرفات وأتباعه في البداية أنهم قادرون على التعامل بسهولة مع المنشقين، لكن الأخير بدأ يتلقى الدعم السري من سوريا ونما بسرعة نتيجة لذلك. واستمرت المصادمات بين منظمة التحرير الفلسطينية والمنشقين طوال الصيف، في حين عانت منظمة التحرير الفلسطينية من الفرار من الخدمة، حيث انخفض عدد العناصر المسلحة من 11,000 إلى ما بين 4,500 و8،000 فرد. مع تزايد قوة المنشقين، تخلت سوريا عن حيادها الرسمي السابق ووقفت علنًا إلى جانب فصيل سعيد مراغة. طرد الأسد عرفات وأتباعه من سوريا في يونيو. وحاولت فصائل أخرى مناوئة لعرفات في منظمة التحرير الفلسطينية، مثل الجبهة الشعبية لتحرير فلسطين والجبهة الديمقراطية لتحرير فلسطين، التوسط في البداية، ونأت بنفسها عن قوات سعيد مراغة، معلنة الحياد. وعلى النقيض من ذلك، استغلت الجماعات المتشددة المناهضة لعرفات، مثل الجبهة الشعبية لتحرير فلسطين - القيادة العامة والصاعقة، الوضع لمساعدة المنشقين عن منظمة التحرير الفلسطينية بنشاط.
وبحلول نهاية عام 1983، كان وجود منظمة التحرير الفلسطينية في لبنان قد تقلص إلى حد كبير إلى مخيمين للاجئين في طرابلس، هما مخيما البداوي ونهر البارد ووادي البقاع. حاول عرفات التفاوض مع حافظ الأسد لكنه فشل في تخفيف التوترات. وابتداء سبتمبر 1983، كان مقر قيادة منظمة التحرير الفلسطينية في البداوي، وقد أعربت عن قلقها إزاء هجوم وشيك قد تشنه الجماعات المنشقة. وحاول عرفات أن يوحد من تبقى من الموالين له وأن يحشد بعض الدعم المحلي والدولي، على الرغم من أن جهوده باءت بالفشل إلى حد كبير. اختارت جماعة متشددة، هي حركة التوحيد الإسلامي، القتال إلى جانب منظمة التحرير الفلسطينية، بينما قدم حزب الكتئب بعض الأسلحة. أثار تحالف عرفات مع حركة التوحيد المزيد من الانتقادات من الجماعات الفلسطينية الأخرى التي أدانت حركة التوحيد الإسلامي باعتبارها «متعصبة ورجعية». على أي حال، أثبتت حركة التوحيد الإسلامي بقيادة سعيد شعبان أنها حليف قادر وساعدت منظمة التحرير الفلسطينية على تطهير جميع الجماعات الموالية لسوريا في طرابلس.
وفي نهاية المطاف، فقد الموالون لمنظمة التحرير الفلسطينية جميع معاقلهم تقريبا، وهم محاصرون فعليا في طرابلس. زعمت وسائل الإعلام اللبنانية أن قادة الفصائل الفلسطينية المناهضة لمنظمة التحرير الفلسطينية اجتمعوا في دمشق للتخطيط لشن هجوم نهائي على منظمة التحرير الفلسطينية. تخلت الجبهة الشعبية والجبهة الديمقراطية أيضا عن الحياد وانحازت إلى جانب سيد مراغة. قام الأسد بتعبئة حوالي 5,000 مقاتل فلسطيني ولواءين من القوات الخاصة لدعم العملية، وجعل الضابط السوري سليمان عيسى مسؤولاً عن غرفة عمليات مشتركة. غير أنه من غير الواضح ما إذا كان الأسد يعتزم حقا قتل عرفات.

## المعركة
في أوائل نوفمبر، أفادت الأنباء أن فصائل فلسطينية معادية لمنظمة التحرير الفلسطينية وجنوداً سوريون، بدعم من قوات ليبية، بدأت في شن هجمات على مواقع منظمة التحرير الفلسطينية في ضواحي طرابلس، وعلى الأخص في البداوي ونهر البارد. واتهم المتشددون المناهضون لعرفات منظمة التحرير الفلسطينية بإثارة القتال. تشمل القوات المناوئة لعرفات أتباع سيد مراغة، والجبهة الشعبية، والجبهة الشعبية القيادة العامة، والصاعقة، وجيش التحرير الفلسطيني. إجمالا، سيشمل الحصار 10,000 جندي سوري و6،000 مقاتل فلسطيني.
شملت الاشتباكات الأولية أسلحة ثقيلة، بما في ذلك المدفعية. وبينما كانت الحرب البرية مستعرة، كانت الحرب الدعائية أيضا بلا هوادة. ودعا عرفات الدول الإسلامية الأخرى إلى مساعدة منظمة التحرير الفلسطينية على تجنب «مذبحة جديدة»، معتقدا أن الضغط الدولي سيجبر دمشق على قبوله كزعيم شرعي ووقف القتال. بيد أن الدعم العربي لمنظمة التحرير الفلسطينية اقتصر في معظمه على بيانات إدانة العراق للإجراءات السورية، وإرسال مصر شحنة أسلحة إلى قوات عرفات. من المفترض أن كل من البحرية الإسرائيلية والبحرية السورية سمحت عمداً بنقل الأسلحة إلى عرفات، لأن الأولى تؤيد القتال بين فصائل منظمة التحرير الفلسطينية، في حين أن سوريا لا تريد «العمل علنًا». أعرب الاتحاد السوفياتي عن معارضته للهجوم السوري على منظمة التحرير الفلسطينية، لكنه لم يتدخل. حاولت منظمة التحرير الفلسطينية أيضا حشد الدعم الشعبي، على سبيل المثال، بدعوة العلويين إلى معارضة الأسد علنا بعد أن أطلقت القوات السورية الخاصة النار على مظاهرات في مخيم اليرموك دعما لعرفات.
واستولى المتمردون على نهر البارد في 6 نوفمبر. تم التوصل إلى اتفاق لوقف إطلاق النار في 9 نوفمبر، في حين جرت المفاوضات بين منظمة التحرير الفلسطينية والجماعات المناهضة لعرفات وسوريا بوساطة أطراف ثالثة كويتية وسعودية وجزائرية ولبنانية مثل السياسي رشيد كرامي، و‌جامعة الدول العربية. استؤنف القتال في نهاية المطاف. وبحلول 16 نوفمبر، كانت منظمة التحرير الفلسطينية قد طردت إلى حد كبير من المخيمين، على الرغم من أن بعض الجيوب الموالية لعرفات صمدت في البداية في البداوي. بعد ذلك، حاصرت القوات المسلحة السورية طرابلس نفسها بالقصف المدفعي والجوي، مما أدى إلى تشريد العديد من المدنيين وتدمير ثلاث سفن داخل الميناء. ردت منظمة التحرير الفلسطينية بمنصات إطلاق صواريخ الكاتيوشا ومدافع الهاون الخاصة بها، وأخفتها عمدا في المناطق السكنية. أدى القصف في نهاية المطاف إلى تدمير ميناء طرابلس ومصفاة النفط وأجزاء من السوق المركزية. بدأ أتباع عرفات هجومًا مضادًا في البداوي في 18 نوفمبر؛ واستمرت العملية ثلاثة أيام، ولكنها لم تحقق سوى نتائج ملموسة قليلة، باستثناء الدمار الواسع النطاق الذي سببته نيران المدفعية الكثيفة.
وفي 22 نوفمبر، أحرز المنشقون المدعومون من سوريا تقدما كبيرا على أطراف طرابلس على الرغم من المقاومة الشرسة من جانب الموالين لمنظمة التحرير الفلسطينية، حيث استولوا على مفترق ملولة عند المدخل الشمالي للمدينة، وقطعوا جميع الطرق المؤدية إلى منطقة جبل محسن وإلى البداوي. ونتيجة لذلك، قُطعت المساعدات عن آخر الموالين لعرفات في المخيم الأخير. في هذه المرحلة، هب المقاتلين العلويين المؤيدين لسوريا في طرابلس، حيث هاجموا قوات عرفات. على الرغم من أن الموالين لمنظمة التحرير الفلسطينية أصبحوا يائسين بشكل متزايد، إلا أن قائد حركة التوحيد الإسلامي سعيد شعبان حث عرفات على البقاء ومواصلة القتال. في المقابل، أعلن عرفات أن أي انسحاب لقواته مشروط بانسحاب المقاتلين المدعومين من سوريا من طرابلس، وترك حلفائه، بما في ذلك حركة التوحيد وشأنهم. في 26 نوفمبر، قرر المتمردون الفلسطينيون تأجيل الهجمات المهددة لإتاحة الوقت لخطة الهدنة السعودية السورية.
وفي مواجهة الهجمات المتكررة من قبل السوريين والفلسطينيين المتحالفين معهم، إلى جانب تقاعس دول أخرى، استسلم عرفات في نهاية المطاف ووافق على وقف إطلاق النار وكذلك اتفاق إجلاء في نهاية نوفمبر. وبعد الحصول على وعود من الولايات المتحدة والدول العربية بعدم مهاجمة قواته في تراجعها، وافقت منظمة التحرير الفلسطينية على مغادرة طرابلس. ومع ذلك، كان لا بد من تأجيل إجلاء قواته، حيث بدأت البحرية الإسرائيلية بقصف طرابلس. وافقت قوات عرفات على ترك أسلحتها الثقيلة وراءها، بما في ذلك قاذفات صواريخ كاتيوشا المتعددة، والتقنيات، والبنادق عديمة الارتداد، والمدافع المضادة للطائرات. سلمت إلى الجيش اللبناني. وفي 20 ديسمبر، قامت خمس سفن يونانية بإجلاء نحو 4,700 من الموالين لمنظمة التحرير الفلسطينية، من بينهم عشرات الجرحى، تحت حماية سفن تابعة للبحرية الفرنسية، بما في ذلك حاملة الطائرات كليمنصو. وبعد ان صعد عرفات إلى سفينته ولوح للحشد في الميناء حياه اتباعه ومسلحو حركة التوحيد الإسلامي باطلاق النار من اسلحتهم في الهواء. وأفيد بأن مقاتلي منظمة التحرير الفلسطينية شعروا بمزيج من الإحباط والانفراج، لأنهم خسروا المعركة واضطروا إلى الانتقال إلى الخارج، ولكنهم نجوا على الأقل من «الحصار المدفعي المدمر».
تم نقل الموالين لمنظمة التحرير الفلسطينية إلى الجزائر و‌اليمن الشمالي وتونس والسودان. ونزل نحو 500 شخص في قبرص ثم نقلوا جوا إلى العراق. وهكذا نجحت سوريا والفصائل المناهضة لمنظمة التحرير الفلسطينية في طرد الموالين لعرفات من كل لبنان. ومع ذلك، ظلت حركة التوحيد الإسلامي متحصنة في طرابلس، وسيطرت على الميناء الذي كانت تسيطر عليه منظمة التحرير الفلسطينية سابقا.

## النتائج
وتمكنت قوات عرفات من تأمين مخرج آمن من طرابلس باتجاه تونس. وكانت المحطة الأولى لعرفات في مصر، التي تحسنت معها علاقته بعد اتفاقات كامب ديفيد. ثم عقد اجتماعا في الإسكندرية مع الرئيس المصري حسني مبارك في 22 ديسمبر. وكان من المفترض أن يثبت هذا الاجتماع أن منظمة التحرير الفلسطينية لا تزال ملتزمة بالمسار المستقل، وأنها لن تستسلم للضغوط السورية. ومنذ عام 1983، بدأت إسرائيل تعامل منظمة التحرير الفلسطينية على أنها مقسمة إلى مجموعتين مستقلتين تماما: جماعة منظمة التحرير الفلسطينية الموالية لسورية في لبنان، والفصيل الموالي لمنظمة التحرير الفلسطينية عرفات الذي كان يعمل خارج لبنان.
وقد انتقد العديد من العرب السنة في لبنان وسوريا وأماكن أخرى الدور السوري في معركة طرابلس بشدة، واعتبروا ذلك خيانة للقضية الفلسطينية. بل إن الكويت هددت بتعليق المساعدات الاقتصادية لسوريا. وعلى النقيض من ذلك، دعمت ألمانيا الشرقية – الحليف الاسمي لعرفات – سوريا سرا أثناء الصراع وبعده. وكان الدافع وراء هذا القرار هو اعتقاد القيادة الألمانية الشرقية بأن سوريا كانت عاملا مهما في النضال ضد الإسلاميين المتطرفين، وأهمهم جماعة الإخوان المسلمين، في حين تحالف عرفات وفصيله مع الإسلاميين.
شعر سكان طرابلس بالإحباط بشكل عام إزاء تحويل الفلسطينيين والسوريين مدينتهم إلى ساحة معركة، وحملوا كلا الجانبين مسؤولية النزاع. وذكر أحد مفتشي شرطة طرابلس أن سكان المدينة أصبحوا «يكرهونهم جميعا»، في إشارة إلى الفصائل الفلسطينية، وحركة التوحيد الإسلامي، والجيش السوري.

### الضحايا والخسائر
خلال الأسبوع الأول من القتال، قُتل ما لا يقل عن 250 شخصا وجُرح 400 آخرون، معظمهم من المدنيين. وحتى 21 نوفمبر، قُتل 500 شخص وجُرح 1,500 شخص، معظمهم من المدنيين. وإجمالا، قتل 200 من الموالين لمنظمة التحرير الفلسطينية وأصيب 2,000 آخرون بجراح. ويقدر أن نصف سكان طرابلس الذين يتراوح عددهم بين 500,000 و600،000 نسمة قد شردوا بسبب القتال.

### الآثار الاستراتيجية
إن فقدان طرابلس كان يعني أن الموالين لعرفات لم يعد لديهم أي قواعد بالقرب من الأراضي الفلسطينية المحتلة.
وقد أدى القتال إلى تفاقم الانقسامات داخل منظمة التحرير الفلسطينية واستمرار موقف قيادة المنظمة المعتدل واستعدادها لقبول تسوية مع إسرائيل من شأنها أن تؤدي إلى إقامة دولة فلسطينية ذات سيادة على جزء من أراضيها، بدلا من المطالبة بكامل أراضي فلسطين التي كانت تخضع للانتداب. واصل المنشقون المطالبة بإقالة عرفات من منصبه القيادي وانتقاد أدائه.
ومع ذلك، فإن الحصار عززت صورة عرفات في العالم العربي، في حين وصفت سوريا والمنشقين عن منظمة التحرير الفلسطينية بأنهم معتدون. ونتيجة لمعركة طرابلس، تضررت السمعة الدولية لمراغة وأتباعه بشكل دائم، ولم تقبلهم أي دولة غير سوريا كممثلين شرعيين لمنظمة التحرير الفلسطينية. وعلى أية حال، فإنها لا تزال تشكل القوة العسكرية المهيمنة للمغاوير الفلسطينيين في لبنان، وقد هزمت مرة أخرى الموالين لعرفات في حرب مخيمات في الفترة 1985-1988.

### الإرث
على الرغم من محاولات منظمة التحرير الفلسطينية العودة إلى لبنان في السنوات المقبلة، واصلت بعض الجماعات المحلية التعهد بالولاء لعرفات وشكل القتال في عام 1983 نهاية فعلية لنفوذ منظمة التحرير الفلسطينية في البلد.

### المؤلفات المستشهد بها
- Pipes، Daniel (1992) [1st pub.: 1990]. Greater Syria: The History of an Ambition. Oxford University Press. ISBN:978-0-195-36304-3. مؤرشف من الأصل في 2023-05-13.
- Tessler، Mark A. (1994). A History of the Israeli-Palestinian Conflict. Bloomington: Indiana University Press. ISBN:0253208734. مؤرشف من الأصل في 2023-04-08.
- Lansford، Tom، المحرر (2017). Political Handbook of the World 2016-2017. Volume 1. Thousand Oaks, California: سيج للنشر. ISBN:978-1-5063-2718-1. مؤرشف من الأصل في 2023-05-15.
- Stäheli، Martin (2001). Die syrische Aussenpolitik unter Präsident Hafez Assad: Balanceakte im globalen Umbruch. Stuttgart: Franz Steiner Verlag. ISBN:3-515-07867-3. مؤرشف من الأصل في 2022-09-19.
- Maeke، Lutz (2017). DDR und PLO: Die Palästinapolitik des SED-Staates. Berlin: Walter de Gruyter. ISBN:978-3-11-054789-4. مؤرشف من الأصل في 2022-01-10.

## قراءات أخرى
- Decline of the Arab-Israeli Conflict, The, Avraham Sela
- Laffin، John (2005) [1st pub.:1982]. Arab Armies of the Middle East Wars 1948–73 (ط. 9th). كامبريدج: Osprey Publishing. ISBN:978-0415609425.